# Battaglia di Brentford (1016)
La battaglia di Brentford fu combattuta nel 1016, tra il 9 maggio (giorno approssimativo in cui Canuto sbarcò a Greenwich) ed il 18 ottobre (data della successiva battaglia di Ashingdon), tra le forze inglesi guidate da Edmondo II d'Inghilterra ed i Dani di Canuto il Grande. Fu la prima di una serie di battaglie combattute tra Edmondo e Canuto, finite con la divisione tra i due delle terre appartenute al padre di Edmondo, Etelredo II d'Inghilterra. Questa battaglia fu vinta da Edmondo, ma nonostante questo non riuscì a difendere le terre ereditate dal padre.
Il conflitto viene descritto, come gli altri della serie, nella Cronaca anglosassone.